# Estanislau Mateu Valls
Estanislau Mateu Valls (Barcelona, 3 d'octubre de 1877 - Reus, 11 de febrer de 1973) va ser pianista, compositor i director de l'Orfeó de Sants i de l'Orfeó Reusenc.
Fill d'Estanislau Mateu Mas i d'Antònia Valls, Va néixer a Barcelona on el seu pare, tarragoní de naixença, hi estava domiciliat i on dirigia els Cors de Clavé. Estanislau Mateu Mas va tenir tretze fills. Estanislau Mateu Valls es va instal·lar a Reus l'any 1911, deixant a Barcelona la seva escola particular i els llocs de treball que tenia a l'Orfeó de Sants i a la Institució Catalana de Música, entitat de la que n'havia estat nomenat ajudant l'any 1897.
A la ciutat de Reus, es va anar fent càrrec de les activitats que el seu pare duia a terme a l'Orfeó Reusenc, va aconseguir que aquesta entitat s'independitzés de la Societat Recreativa El Alba, on s'havia integrat quan l'Orfeó va marxar del Centre de Lectura, i va aconseguir una bona presència a la ciutat de la nova entitat a partir de l'any 1916. Va ser director de l'Orfeó, com deia un periòdic local, «mentre les seves mans van poder aguantar la batuta», i l'anomenava «sant perseverant».
Va dirigir l'Orfeó Reusenc, sense arribar a aconseguir la magnificència que ell hauria volgut, però sí amb molta dignitat artística. Membres de l'Orfeó als que Mateu va dirigir parlaven de l'exigència en la perfecció de la interpretació de les notes. Va donar una gran qualitat a les actuacions de l'entitat a tots els llocs on actuava. Va fer la seva darrera actuació a Barcelona l'any 1957, en un concert al Palau de la Música Catalana amb motiu d'unes Segones Jornades reusenques que es van celebrar a la capital.
L'any 1953 l'Orfeó Reusenc i l'Orfeó de Sants i van dedicar un homenatge, quan ja es començava a retirar de la seva activitat musical. Es va publicar un llibre d'aquest acte: Homenaje de la ciudad de Reus "Orfeó de Sans" y "Orfeó Reusenc" al maestro D. Estanislao Mateu Valls bajo el patrocinio del Excelentísimo Ayuntamiento con la colaboración de las entidades Centro de Lectura, "Casal Reusenc" y de los profesores-músicos y cantores.
De les seves composicions es pot destacar L'estudiant de Vic, Record a Eugeni Mata, El comte Arnau, Ave Veerum, La filadora Janota, i d'altres.